# Chłopiny
Chłopiny (do 1945 niem. Saugarten) – wieś w Polsce położona w województwie lubuskim, w powiecie gorzowskim, w gminie Lubiszyn. Według danych z 2011 r. liczyła 179 mieszkańców. Miejscowość powstała jako kolonia Ściechowa w połowie XVIII w. Od 1945 r. leży w granicach Polski. W sąsiedztwie wsi znajduje się rezerwat przyrody Bagno Chłopiny.
W latach 1975–1998 miejscowość należała administracyjnie do województwa gorzowskiego.

## Położenie
Zgodnie z podziałem fizycznogeograficznym Polski według Kondrackiego teren, na którym położone są Chłopiny należy do prowincji Niziny Środkowoeuropejskiej, podprowincji Pojezierza Południowobałtyckiego, makroregionu Pradolina Toruńsko-Eberswaldzka oraz w końcowej klasyfikacji do mezoregionu Równina Gorzowska.
Miejscowość leży 15 km na południowy wschód od Myśliborza.

## Demografia
Ludność w ostatnich 3 stuleciach:

## Historia
Chłopiny powstały w połowie XVIII w. jako kolonia Ściechowa.

## Nazwa
Saugarten 1747–1767, 1833, 1944; Chłopiny 1949.
Niemiecka nazwa Saugarten pochodzi od Sau ‘świnia’, ‘maciora’ i Garten ‘ogrodzenie’. Nazwa Chłopiny została nadana w 1949 r.

## Administracja
Miejscowość należy do sołectwa Chłopiny-Jastrzębiec.

## Edukacja i nauka
Uczniowie uczęszczają do szkoły podstawowej w Ściechowie (klasy I–III) i Lubiszynie (klasy IV–VI) oraz do gimnazjum w Ściechowie.

## Religia
Wierni Kościoła rzymskokatolickiego należą do parafii rzymskokatolickiej pw. św. Antoniego w Ściechowie. W miejscowości nie ma kościoła.

## Gospodarka
W 2014 r. liczba zarejestrowanych podmiotów gospodarczych wyniosła 10, z czego 9 to osoby fizyczne prowadzące działalność gospodarczą:
| Dział                                      | Ilość |
| ------------------------------------------ | ----- |
| rolnictwo, leśnictwo, łowiectwo i rybactwo | 0     |
| przemysł i budownictwo                     | 2     |
| pozostała działalność                      | 8     |